# Tour des Sorcières (Sélestat)
Pour les articles homonymes, voir Tour des Sorcières.
La tour des Sorcières, Porte basse ou Niedertor, est une porte des remparts médiévaux de Sélestat. Elle a par la suite été utilisée comme tour d'observation, réserve et prison. 

## Localisation
Ce bâtiment est situé au 1, place du Maréchal-de-Lattre-de-Tassigny à Sélestat.

## Historique
La Tour des Sorcières est à l'origine une porte des remparts médiévaux de la ville, construite au XIIIe siècle. Le rez-de-chaussée en grès avec ses deux arches ainsi que le premier niveau en brique datent de cette époque. La tour a par la suite été rehaussée, les trois murs exposés vers l'extérieur de la ville étaient en brique et le mur coté ville en pan de bois, cette façade est aujourd'hui en brique.
Au XVIIe siècle la tour est transformée pour servir de réserve et de prison, les arches permettant de franchir la tour ont alors été murées.
L'édifice est inscrit au titre des monuments historiques depuis 1929.